# Districte de Steckborn
El districte de Steckborn és un dels vuit districtes del cantó suís de Turgòvia. Té 17.846 habitants (cens de 2007) i una superfície de 132,9 km². Està format per 12 municipis i el seu cap és Steckborn

## Municipis
| Nom         | Habitants (31.12.2007) | Superfície en km² |
| Berlingen   | 812                    | 4.0               |
| Eschenz     | 1619                   | 12.0              |
| Herdern     | 922                    | 13.7              |
| Homburg     | 1433                   | 24.1              |
| Hüttwilen   | 1416                   | 17.6              |
| Mammern     | 585                    | 5.5               |
| Müllheim    | 2496                   | 8.7               |
| Pfyn        | 1898                   | 13.0              |
| Raperswilen | 397                    | 7.7               |
| Salenstein  | 1244                   | 6.6               |
| Steckborn   | 3435                   | 8.8               |
| Wagenhausen | 1589                   | 11.2              |